# Foundation Medicine
Foundation Medicine ist ein US-amerikanisches, auf die Gentestung spezialisiertes biopharmazeutisches Unternehmen, das 2010 gegründet wurde und an der amerikanischen Technologiebörse NASDAQ unter dem Kennzeichen FMI gelistet ist. Foundation Medicine hat seinen Hauptsitz in Cambridge, MA, USA.
Foundation Medicine unterstützt Ärzte in der klinischen Entscheidungsfindung, indem es einen Bericht erstellt, der das genomische Profil des Tumors eines Patienten sowie die damit verbundenen zugelassenen Therapien und relevante Informationen zu klinischen Studien beschreibt.

## Zielgerichtete Therapie
Lange Zeit wurde Krebs basierend auf dem anatomischen Ursprungsort im Körper kategorisiert und behandelt, z. B. Lunge, Brust, Darm, Haut usw. Inzwischen berücksichtigen Onkologen und Pathologen zunehmend auch genetische Veränderungen in Krebsgenen. Man spricht auch von personalisierter Medizin.

## Tests
Die Tests von Foundation Medicine liefern Biomarker-Informationen, die es ermöglichen, Patienten mit zugelassenen zielgerichteten Therapien, Immuntherapien und / oder klinischen Studien in Einklang zu bringen. Sie liefern Ärzten und Patienten aussagekräftige, umsetzbare Erkenntnisse für die Entscheidung in der Krebsbehandlung. Das Unternehmen bietet eine vollständige Palette von umfassenden genomischen Profiling-Assays an, mit denen die molekularen Veränderungen in der Krebserkrankung eines Patienten identifiziert und mit relevanten zielgerichteten Therapien, Immuntherapien und klinischen Studien abgeglichen werden können. Die molekulare Informationsplattform von Foundation Medicine zielt darauf ab, die tägliche Versorgung von Patienten zu verbessern, indem sie den Bedürfnissen von Klinikern, akademischen Forschern und Medikamentenentwicklern gerecht wird, um die Wissenschaft der molekularen Medizin bei Krebserkrankungen voranzubringen.
- FoundationOne wurde im Dezember 2017 von der US-Arzneimittelbehörde FDA zugelassen.[6] Bei FoundationOne Cdx handelt es sich um einen umfassenden genomischen Profiling-Service für solide Tumoren, der potenziell aussagekräftige Informationen über das molekulare Profiling von 324 Genen liefert, von denen bekannt ist, dass sie das Krebswachstum vorantreiben. FoundationOne soll als umfassende Begleitdiagnostik für Patienten mit bestimmten Typen von NSCLC, Melanom, Darmkrebs, Eierstockkrebs und / oder Brustkrebs eingesetzt werden. Es sollen diejenigen Patienten identifiziert werden, die von einer Behandlung mit einer von 17 zielgerichteten Therapien profitieren können, nachdem Veränderungen in den Genen EGFR, ALK, BRAF, ERBB2, KRAS, NRAS und BRCA1/2 festgestellt wurden.[7]
- Weitere Tests sind FoundationAct, FoundationFocus und FoundationOne HEME.[8]

## Geschichte
Das Unternehmen wurde 2010 gegründet. Roche erwarb im April 2015 eine Mehrheitsbeteiligung an Foundation Medicine und vermarktet seither das Dienstleistungsportfolio von Foundation Medicine in Ländern außerhalb der USA, wobei bereits mehr als 20 Länder auf drei Kontinenten FoundationOne lanciert haben.